# Charles W. Willard

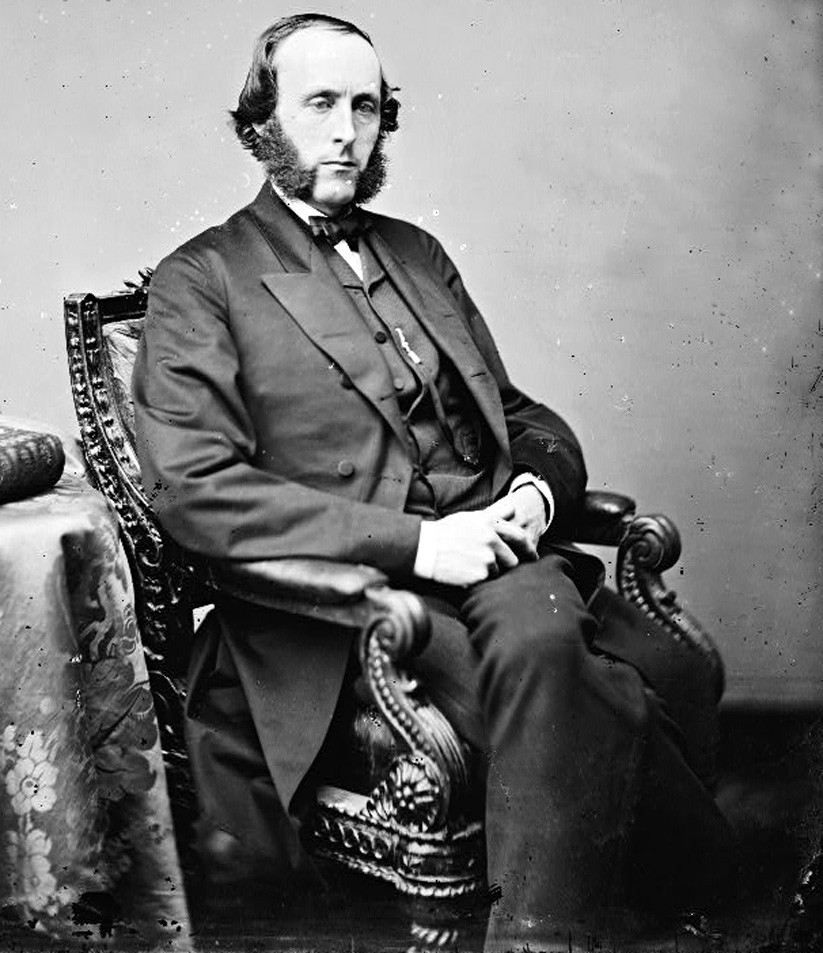
Charles W. Willard

Charles Wesley Willard (* 18. Juni 1827 in Lyndon, Vermont; † 8. Juni 1880 in Montpelier, Vermont) war ein US-amerikanischer Politiker. Zwischen 1869 und 1875 vertrat er den ersten Wahlbezirk des Bundesstaates Vermont im US-Repräsentantenhaus.

## Werdegang
Nach der Grundschule studierte Charles Willard bis 1851 am Dartmouth College in Hanover (New Hampshire). Nach einem Jurastudium und seiner im Jahr 1853 erfolgten Zulassung als Rechtsanwalt begann er in Montpelier in seinem neuen Beruf zu arbeiten. Politisch wurde er Mitglied der 1854 gegründeten Republikanischen Partei. In den Jahren 1855 und 1856 war er als Secretary of State geschäftsführender Beamter der Staatsregierung von Vermont. Von 1860 bis 1861 war er Mitglied des Staatssenats. In den folgenden Jahren war Willard journalistisch tätig. Er wurde Verleger und Herausgeber der Zeitung „Montpelier Freeman“.
Bei den Kongresswahlen des Jahres 1868 wurde Willard im ersten Distrikt von Vermont in das US-Repräsentantenhaus in Washington, D.C. gewählt, wo er am 4. März 1869 die Nachfolge von Frederick E. Woodbridge antrat. Nach zwei Wiederwahlen konnte er bis zum 3. März 1875 insgesamt drei Legislaturperioden im Kongress absolvieren. In den ersten beiden Amtszeiten von 1869 bis 1873 war er Vorsitzender des Ausschusses, der sich mit Ansprüchen aus der Zeit der amerikanischen Revolution befasste. Bei den Wahlen des Jahres 1874 unterlag er Charles Herbert Joyce.
Nach dem Ende seiner Zeit im Kongress arbeitete Willard wieder als Anwalt in Montpelier. Im Jahr 1879 war er Mitglied einer Kommission zur Überarbeitung der Gesetze des Staates Vermont. Charles Willard starb im Juni 1880 in Montpelier. Seit dem 24. August 1855 war er mit Emily Doane Reed verheiratet, das Paar hatte vier Kinder.